# Via Julia Augusta (Provinz Gallia Narbonensis)

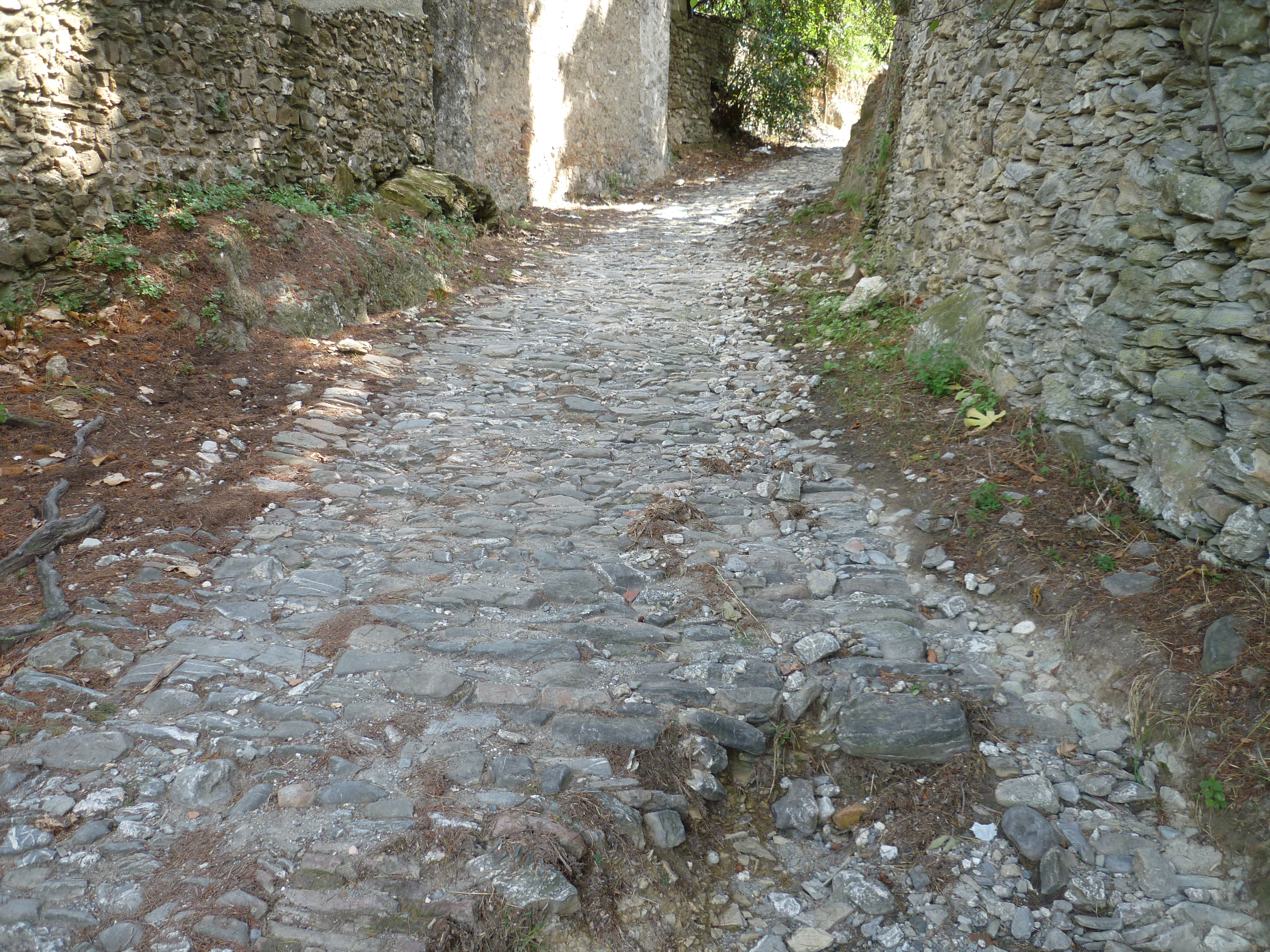
Überreste der Via Julia Augusta bei Albenga (2014)

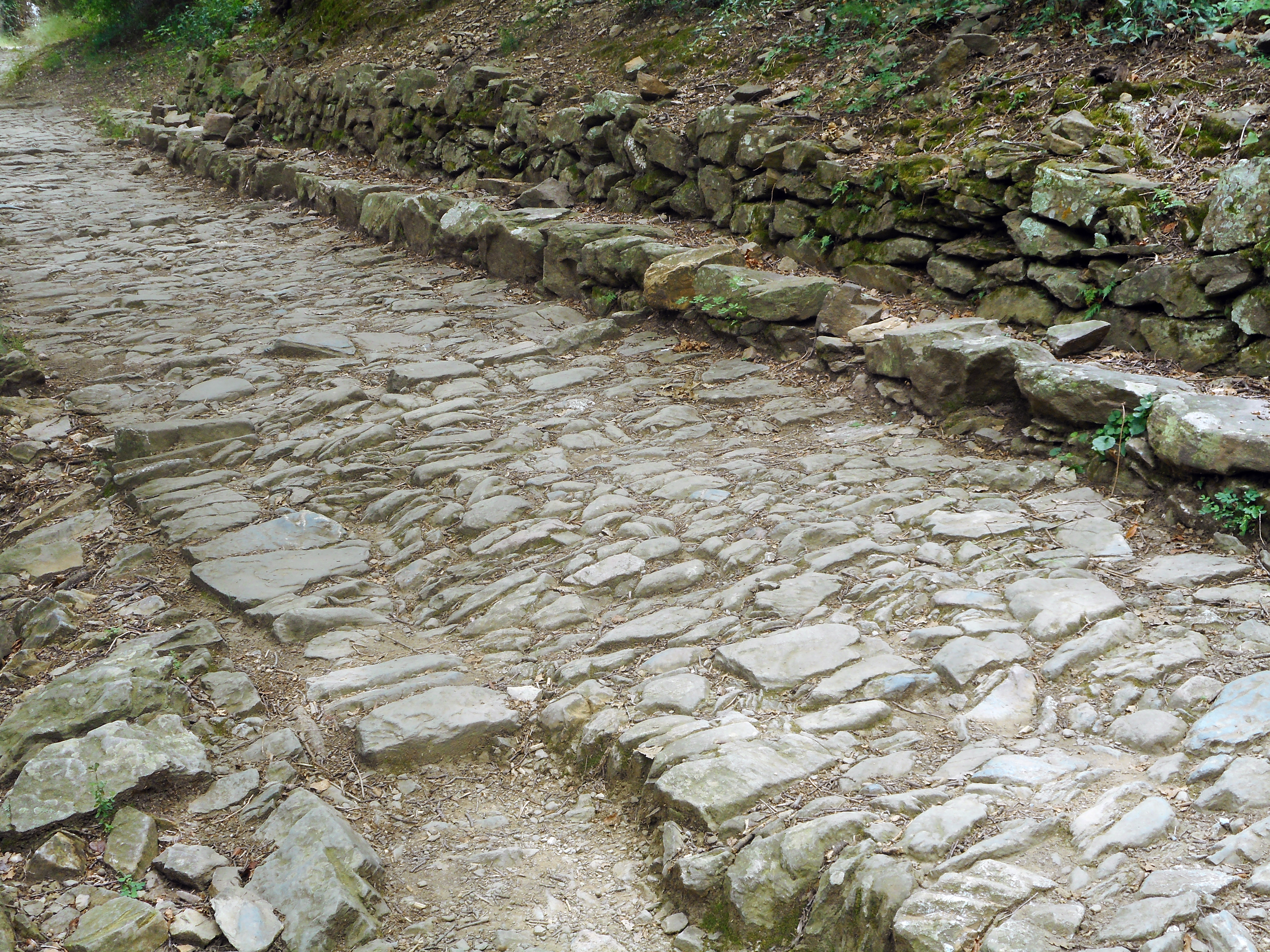
Eines der besterhaltenen Straßenstücke zwischen Albenga und Alassio (2019)

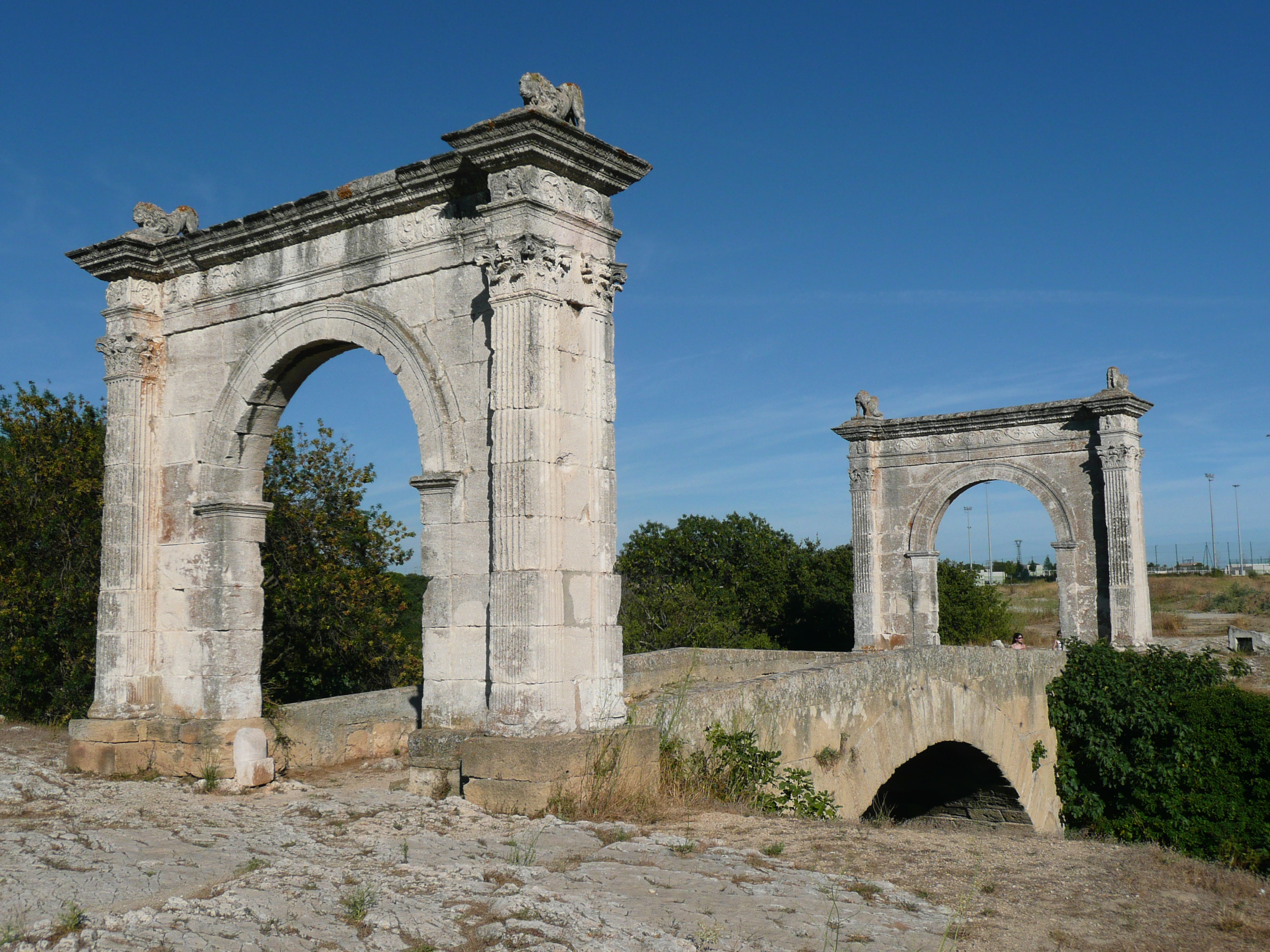
In der Nähe von Marseille führte die Via Julia Augusta über die Pont-Flavien-Brücke

Die Via Julia Augusta (auch Via Iulia Augusta) war eine Römerstraße, die von Vada Sabatia (Vado Ligure) entlang der ligurischen Küste über Albigaunum (Albenga), Albintimilium (Ventimiglia) und die Seealpen nach Westen bis Arelate (Arles) in der Provinz Gallia Narbonensis führte. Kaiser Augustus ließ die Straße um 13 v. Chr. erbauen.
Die Via Julia Augusta war die Verlängerung der Via Aurelia und der Via Aemilia Scaura entlang der Mittelmeerküste. Daher wurde sie später auch als solche betrachtet und – wie der küstennahe Teil der Via Aemilia Scaura – ebenfalls Via Aurelia genannt (für den genauen Verlauf siehe dort).

## Entstehung
Der Bau der Via Julia Augusta wurde ermöglicht, nachdem die Völker der Seealpen von den Römern unterworfen worden waren. Bis dahin wurde die Landverbindung zwischen Italien und Hispanien über den wesentlich weiter nördlich liegenden Col de Montgenèvre und die daran anschließende Via Domitia aufrechterhalten. Der Errichtung der Herrschaft über die Seealpen folgte der Bau eines Weges durch einfacheres und ohne wirkliche Schwierigkeiten zu bewältigendes Gelände, der zudem eine deutliche Verringerung der Reisezeiten mit sich brachte: Dank der Via Julia Augusta erreichte man Arles – den Cursus publicus mit 70 Kilometern pro Tag bei vier Pferdewechseln unterstellt – innerhalb von acht Tagen, eine Armee konnte innerhalb von 27 Tagen auf die Iberische Halbinsel gelangen.

## Verlauf
Das römische Reichsstraßenverzeichnis Itinerarium Antonini nennt für die Straße zwischen Vada Sabatia (Vado Ligure) und Arelate (Arles) folgenden Verlauf:
- Vadis Sabatis
- Pullopice
- Albingauno
- Luco Bormani
- Costa Balenae
- Albintimilio
- Lumone
- Alpe summa
- Cemenelo
- Varum flumen
- Antipoli
- Ad Horrea
- Forum Iuli
- Forum Voconi
- Matavonio
- Ad Turrem
- Tegulata
- Aquis Sextis
- Massilia
- Calcaria
- Fossis Marianis
- Arelate

## Römerbrücken auf Wegstrecke
- Pont Flavien